# NGC 5507
NGC 5507 ist eine linsenförmige Galaxie vom Hubble-Typ SB0 im Sternbild Jungfrau auf der Ekliptik. Sie ist schätzungsweise 81 Millionen Lichtjahre von der Milchstraße entfernt und hat einen Durchmesser von etwa 40.000 Lj. Sie bildet zusammen mit NGC 5506 eine gravitativ gebundenes  Galaxienpaar.
Im selben Himmelsareal befindet sich u. a. die Galaxie IC 985.
Das Objekt wurde am 15. April 1787 von Wilhelm Herschel mit einem 18,7-Zoll-Spiegelteleskop entdeckt, der sie dabei mit „pB, stellar, like a star with a small bur all around“ beschrieb.